# Kanton Caen-2
Der Kanton Caen-2 ist seit 1973 ein französischer Wahlkreis im Département Calvados in der Region Normandie. Er umfasst einen Teilbereich der Stadt Caen und fünf weitere Gemeinden im Arrondissement Caen und hat sein bureau centralisateur in Caen.

## Gemeinden
Der Kanton besteht aus sechs Gemeinden und Gemeindeteilen mit insgesamt 30.524 Einwohnern (Stand: 1. Januar 2022) auf einer Gesamtfläche von 29,08 km²:
| Gemeinde                       | Einwohner 1. Januar 2022 | Fläche km² | Dichte Einw./km² | Code INSEE | Postleitzahl |
| ------------------------------ | ------------------------ | ---------- | ---------------- | ---------- | ------------ |
| Authie                         | 1.691                    | 3,21       | 527              | 14030      | 14280        |
| Caen                           | 19.781                   | 5,55       | 3.564            | 14118      | 14000        |
| Carpiquet                      | 3.266                    | 5,88       | 555              | 14137      | 14650        |
| Saint-Contest                  | 2.459                    | 8,05       | 305              | 14566      | 14280        |
| Saint-Germain-la-Blanche-Herbe | 2.493                    | 2,63       | 948              | 14587      | 14280        |
| Villons-les-Buissons           | 834                      | 3,76       | 222              | 14758      | 14610        |
| Kanton Caen-2                  | 30.524                   | 29,08      | 1.050            | 1406       | –            |

1. ↑   Nur der nordwestliche Teil der Gemeinde, der Rest verteilt sich auf die Kantone Caen-1, Caen-3, Caen-4 und Caen-5.

Im Rahmen der landesweiten Neuordnung der französischen Kantone wurde er im Frühjahr 2015 um eine Gemeinde ergänzt, vor 2015 gehörte Villons-les-Buissons noch nicht dazu. Er besaß vor 2015 einen den INSEE-Code 1409.

## Politik
| Vertreter im Departementrat | Vertreter im Departementrat                | Vertreter im Departementrat |
| Amtszeit                    | Namen                                      | Partei                      |
| --------------------------- | ------------------------------------------ | --------------------------- |
| 2001–2012                   | Michel Pondaven                            | PS                          |
| 2012–2014                   | Marie-Line Sesboüé                         | PS                          |
| 2015–2021                   | Patrick Jeannenez Stéphanie Yon-Courtin    | LR DVD                      |
| 2021–                       | Patrick Jeannenez Marie-Christine Quertier | LR DVD                      |